# Ріо-Гранде-де-Сантьяго
Рі́о-Гра́нде-де-Сантья́го (ісп. Río Grande de Santiago) — річка на південному заході Мексики. Витікає із озера Чапали; протікає у вузькій ущелині Західної Сьєрра-Мадре штатами Халіско та Наяритом, утворюючи водоспади і пороги, несуднохідна; впадає у Тихий океан. Довжина — 433 км; площа басейну — 125 000 км².
Середня витрата води — 380 м³/с. Використовується для зрошення. У верхній течії — ГЕС Колімилля.